# Paulo de Tarso Moraes
Paulo de Tarso Moraes (Teresina, 24 de março de 1960 – Teresina, 26 de julho de 1986) foi um poeta e jornalista brasileiro.

## Biografia
Paulo de Tarso Moraes trabalhou nos jornais “O Dia”, “O Estado” e “Jornal da Manhã”, além de integrar a equipe do Centro Piauiense de Ação Cultural (CEPAC) e a diretoria do Sindicato dos Jornalistas do Estado do Piauí.
Atuou na cobertura dos movimentos sociais e culturais da capital piauiense, o que fez com que, em sua memória, a Prefeitura de Teresina instituísse o Concurso de Reportagem Paulo de Tarso, premiando anualmente jornalistas e repórteres.
Faleceu vítima de acidente de trânsito.

## Obras
- Borboleta (edição póstuma – 1987)